# Дискография In Extremo
Дискография немецкой рок-группы In Extremo включает в себя 13 студийных альбомов, 4 сборника, 6 концертных альбомов, 5 видеоальбомов и 19 синглов.
Первое время группа выпускала альбомы своими силами, без поддержки лейблов, и продавала самостоятельно на средневековых ярмарках. Такими были кассета In Extremo, два акустических альбома, а также макси-сингл «Der Galgen», который группа рассылала различным лейблам и фирмам, чтобы пробиться на музыкальную сцену. Лишь с декабря 1997 года, подписав контракт с Vielklang Musikproduktion, In Extremo начинают профессиональную подготовку и запись, выпускают первые несколько альбомов, лайвов и синглов. По словам самих музыкантов, синглы им «навязывала» фирма, и далеко не всегда их устраивало качество и состав записанных на них треков.
С 2001 года группа начинает записываться в Мюнстерланде, в деревне Оттмарсбохольт на студии Principal, у команды продюсеров Resetti Brothers. В 2003 году альбом 7, и соответствующие синглы издает Motor Music. В 2004 году лейбл Vielklang был объявлен банкротом, и In Extremo, окончательно освободившись от обязательств перед ним, полностью перешли под опеку Universal Music Group и стали записываться в Principal Studio. На некоторое время группа основала собственный лейбл In Extremo Records, но около 2008 года перешла на Vertigo Records и Vertigo Berlin, где и было записано большинство поздних релизов коллектива.

## Студийные альбомы
| Год  | Описание                                                                    | Максимальная позиция | Максимальная позиция | Максимальная позиция |
| Год  | Описание                                                                    | ГЕР                  | АВТ                  | ШВА                  |
| ---- | --------------------------------------------------------------------------- | -------------------- | -------------------- | -------------------- |
| 1996 | In Extremo - Дата выхода: неизвестно - Лейбл: самиздат                      | —                    | —                    | —                    |
| 1997 | Gold - Дата выхода: 21 февраля - Лейбл: самиздат                            | —                    | —                    | —                    |
| 1998 | Hameln - Дата выхода: 6 марта - Лейбл: самиздат                             | —                    | —                    | —                    |
| 1998 | Weckt die Toten! - Дата выхода: 12 мая - Лейбл: Vielklang Musikproduktion   | —                    | —                    | —                    |
| 1999 | Verehrt und Angespien - Дата выхода: 3 сентября - Лейбл: Metalblade Records | 11                   | —                    | —                    |
| 2001 | Sünder ohne Zügel - Дата выхода: 7 сентября - Лейбл: Island Records         | 10                   | 44                   | —                    |
| 2003 | 7 - Дата выхода: 5 сентября - Лейбл: Motor Music                            | 3                    | 15                   | 78                   |
| 2005 | Mein rasend Herz - Дата выхода: 30 мая - Лейбл: Universal Music             | 3                    | 22                   | 40                   |
| 2008 | Sängerkrieg - Дата выхода: 9 мая - Лейбл: Vertigo Records, Universal Music  | 1                    | 13                   | 22                   |
| 2011 | Sterneneisen - Дата выхода: 25 февраля - Лейбл: Vertigo Berlin              | 1                    | 5                    | 14                   |
| 2013 | Kunstraub - Дата выхода: 27 сентября - Лейбл: Vertigo Berlin                | 2                    | 19                   | 23                   |
| 2016 | Quid pro Quo - Дата выхода: 24 июня - Лейбл: Vertigo, Universal Music       | 1                    | 4                    | 9                    |
| 2020 | Kompass zur Sonne - Дата выхода: 8 мая - Лейбл: Vertigo                     | 1                    | 4                    | 3                    |

## Концертные альбомы
| Год  | Описание                                                                                     | Максимальная позиция | Максимальная позиция | Максимальная позиция |
| Год  | Описание                                                                                     | ГЕР                  | АВТ                  | ШВА                  |
| ---- | -------------------------------------------------------------------------------------------- | -------------------- | -------------------- | -------------------- |
| 1998 | Die Verrückten sind in der Stadt - Дата выхода: 1 октября - Лейбл: Vielklang Musikproduktion | —                    | —                    | —                    |
| 2002 | Live 2002 - Дата выхода: 9 декабря - Лейбл: Island Mercury Labelgroup                        | 94                   | —                    | —                    |
| 2006 | Raue Spree - Дата выхода: 10 февраля - Лейбл: Universal Music                                | 4                    | 47                   | 51                   |
| 2008 | Sängerkrieg Akustik Radio Show - Дата выхода: 28 ноября - Лейбл: Universal Music             | —                    | —                    | —                    |
| 2009 | Am goldenen Rhein - Дата выхода: 15 мая - Лейбл: Vertigo Records, Universal Music            | 8                    | 60                   | 73                   |
| 2016 | Quid pro Quo Live - Дата выхода: 2 декабря - Лейбл: Vertigo Records, Universal Music         | —                    | —                    | —                    |

## Видеоальбомы (DVD)
| Год  | Описание                                                                          | Максимальная позиция | Максимальная позиция | Максимальная позиция |
| Год  | Описание                                                                          | ГЕР                  | АВТ                  | ШВА                  |
| ---- | --------------------------------------------------------------------------------- | -------------------- | -------------------- | -------------------- |
| 2002 | Live 2002 - Дата выхода: 9 декабря - Лейбл: Island Records                        | —                    | —                    | —                    |
| 2006 | Raue Spree - Дата выхода: 10 февраля - Лейбл: Universal Music                     | —                    | —                    | —                    |
| 2009 | Am goldenen Rhein - Дата выхода: 15 мая - Лейбл: Vertigo Records, Universal Music | —                    | —                    | —                    |
| 2012 | Sterneneisen Live - Дата выхода: 25 мая - Лейбл: Vertigo Records, Universal Music | —                    | 6                    | 4                    |
| 2017 | 40 Wahre Lieder - Дата выхода: 15 сентября - Лейбл: Vertigo Berlin                | —                    | —                    | 3                    |

## Сборники
| Год  | Описание                                                                                            | Максимальная позиция | Максимальная позиция | Максимальная позиция |
| Год  | Описание                                                                                            | ГЕР                  | АВТ                  | ШВА                  |
| ---- | --------------------------------------------------------------------------------------------------- | -------------------- | -------------------- | -------------------- |
| 2006 | Kein Blick zurück - Дата выхода: 8 декабря - Лейбл: Universal Music                                 | 40                   | 72                   | —                    |
| 2013 | Bruchstücke - Дата выхода: 18 сентября - Лейбл: Metal Hammer                                        | —                    | —                    | —                    |
| 2015 | 20 Wahre Jahre Jubiläums Boxset - Дата выхода: 4 сентября - Лейбл: Vertigo Records, Universal Music | 12                   | —                    | —                    |
| 2017 | 40 Wahre Lieder - Дата выхода: 15 сентября - Лейбл: Vertigo Berlin                                  | —                    | —                    | 3                    |

## Синглы
| Год  | Описание                                                                        | Максимальная позиция | Максимальная позиция | Максимальная позиция |
| Год  | Описание                                                                        | ГЕР                  | АВТ                  | ШВА                  |
| ---- | ------------------------------------------------------------------------------- | -------------------- | -------------------- | -------------------- |
| 1997 | Der Galgen - Дата выхода: 19.02.1997 - Лейбл: Vielklang Musikproduktion         | —                    | —                    | —                    |
| 1999 | This corrosion - Дата выхода: ? - Лейбл: Mercury                                | —                    | —                    | —                    |
| 1999 | Merseburger Zaubersprüche - Дата выхода: 20 сентября - Лейбл: Mercury           | —                    | —                    | —                    |
| 2000 | Vollmond - Дата выхода: 4 сентября - Лейбл: Vielklang Musikproduktion , Mercury | 91                   | —                    | —                    |
| 2001 | Unter dem Meer - Дата выхода: ? - Лейбл: Universal Music                        | —                    | —                    | —                    |
| 2003 | Küss mich - Дата выхода: 16 июня - Лейбл: Motor Music                           | 35                   | —                    | —                    |
| 2003 | Erdbeermund - Дата выхода: 22 сентября - Лейбл: Motor Music                     | —                    | —                    | —                    |
| 2005 | Nur ihr allein - Дата выхода: 22 мая - Лейбл: Universal Music                   | 35                   | —                    | —                    |
| 2005 | Horizont - Дата выхода: 12 сентября - Лейбл: Vertigo Records, Universal Music   | 85                   | —                    | —                    |
| 2006 | Liam - Дата выхода: 3 февраля - Лейбл: Universal Music                          | 51                   | —                    | —                    |
| 2008 | Frei zu sein - Дата выхода: 25 апреля - Лейбл: Vertigo Berlin                   | 42                   | —                    | —                    |
| 2008 | Neues Glück - Дата выхода: 17 октября - Лейбл: Vertigo Records, Universal Music | —                    | —                    | —                    |
| 2011 | Zigeunerskat - Дата выхода: 18 февраля - Лейбл: Vertigo Berlin                  | 81                   | —                    | —                    |
| 2011 | Siehst du das Licht - Дата выхода: 13 мая - Лейбл: Vertigo Records              | —                    | —                    | —                    |
| 2011 | Viva la Vida - Дата выхода: 7 октября - Лейбл: Vertigo Records                  | —                    | —                    | —                    |
| 2013 | Feuertaufe - Дата выхода: 13 сентября - Лейбл: Vertigo Berlin                   | 81                   | —                    | —                    |
| 2015 | Loreley - Дата выхода: 21 августа - Лейбл: Vertigo Berlin                       | —                    | —                    | —                    |
| 2016 | Sternhagelvoll - Дата выхода: 17 июня - Лейбл: Vertigo Berlin                   | —                    | —                    | —                    |
| 2020 | Troja - Дата выхода: 30 января - Лейбл: Vertigo Berlin                          | —                    | —                    | —                    |
| 2020 | Wintermärchen - Дата выхода: 28 февраля - Лейбл: Vertigo Berlin                 | —                    | —                    | —                    |
| 2020 | Ewig sein - Дата выхода: 26 Ноября - Лейбл: Vertigo Berlin                      | —                    | —                    | —                    |
| 2020 | Schenk nochmal ein - Дата выхода: 11 декабря - Лейбл: Vertigo Berlin            | —                    | —                    | —                    |
| 2021 | Weihnachtskater - Дата выхода: 10 декабря - Лейбл: Vertigo Berlin               | —                    | —                    | —                    |

## Видеоклипы
| Год  | Название                         | Режиссёр        |
| ---- | -------------------------------- | --------------- |
| 1999 | This Corrosion                   | Штефан Фоллмер  |
| 2000 | Vollmond                         | Хайнер Тимм     |
| 2001 | Wind                             | Хайнер Тимм     |
| 2003 | Küss mich                        | Уве Фладе       |
| 2003 | Erdbeermund                      | Уве Фладе       |
| 2005 | Nur ihr allein                   | Йорн Хайтманн   |
| 2005 | Horizont                         | Давид Инкорвайя |
| 2006 | Liam (live)                      | Уве Фладе       |
| 2008 | Frei zu sein                     | Шарон Беркал    |
| 2011 | Zigeunerskat                     | Маркус Гервинат |
| 2011 | Siehst du das Licht              | Томас Янце      |
| 2011 | Viva la vida                     | Томас Янце      |
| 2013 | Feuertaufe                       | Эмма Дорн       |
| 2015 | Loreley                          | Басти Хансен    |
| 2016 | Sternhagelvoll                   | Уве Фладе       |
| 2016 | Störtebeker                      | Уве Фладе       |
| 2016 | Lieb Vaterland, magst ruhig sein | Уве Фладе       |
| 2020 | Troja                            | Йорн Хайтманн   |
| 2020 | Kompass zur Sonne                | Оливер Зоммер   |
| 2020 | Schenk nochmal ein               | Оливер Зоммер   |
| 2020 | Wintermärchen                    | Инго Шпёрль     |

## Награды
| Страна   | Золото | Платина | Продажи | Источник          |
| -------- | ------ | ------- | ------- | ----------------- |
| Германия | 6      | 1       | 500 000 | musikindustrie.de |
| Итого    | 6      | 1       |         |                   |